# Kristin Rohde
Pour les articles homonymes, voir Rohde.
Kristin Louise Rohde est une actrice américaine, née le 22 février 1964 et morte le 5 décembre 2016. Elle est surtout connue pour son rôle de Claire Howell dans la série télévisée Oz.

## Biographie

### Télévision
- 1999 : New York, police judiciaire (saison 10, épisode 7) : CSU Margo Sterger
- 2001 : New York, unité spéciale (saison 2, épisode 15) : détective Becker
- 2004 : New York, section criminelle (saison 4, épisode 2) : Doris Mitchell
- 2006 : New York, section criminelle (saison 6, épisode 6) : Linda Bonnardi
- 2011 : New York, unité spéciale (saison 13, épisode 8) : juge Angela Corcoran